# فابيو ماركيز
فابيو ماركيز (25 ديسمبر 1990 في البرتغال - ) هو لاعب كرة قدم برتغالي في مركز الدفاع. لعب مع نادي بيلينينسش وأورينتال دي لشبونة ‏ وC.D. Pinhalnovense ‏.

## وصلات خارجية
- فابيو ماركيز على موقع قاعدة بيانات كرة القدم.إي يو (الإنجليزية)